# Guettarda macrocarpa
Guettarda macrocarpa är en måreväxtart som beskrevs av August Heinrich Rudolf Grisebach. Guettarda macrocarpa ingår i släktet Guettarda och familjen måreväxter. Inga underarter finns listade i Catalogue of Life.